# Ácido tricarboxílico

Ácido cítrico

O ácido tricarboxílico é um composto orgânico cujas moléculas contêm três grupamentos carboxila. O exemplo mais conhecido de um ácido tricarboxílico é o ácido cítrico.